# Jądro ogonowe środkowe nerwu okoruchowego
Jądro ogonowe środkowe nerwu okoruchowego (jądro Tschidy, łac. nucleus caudalis centralis nervi oculomotorii) – jedno z jąder nerwu okoruchowego. Tak jak inne jądra nerwu III, znajduje się w obrębie śródmózgowia. Leży poniżej jądra środkowego, między dalszymi odcinkami jądra głównego. Spotykana nazwa "jądra Tschidy" jest błędna; nazwisko japońskiego anatoma który opisał tę strukturę brzmiało Tsuchida. Usabro Tsuchida był japońskim stypendystą, pracującym w pierwszym dziesięcioleciu XX wieku w laboratorium Constantina von Monakowa. Pracę poświęconą jądrom nerwu III opublikował w 1906 roku.